# M9化学兵器検知紙
M9化学兵器検知紙（M9かがくへいきけんちし、M9 Detector Paper）は化学兵器の検知器剤。アメリカ軍においては、1980年代に制式採用された。
長さ30フィート (9.1 m)、幅2インチ (5.1 cm)の茶色の紙テープであり、裏地が粘着テープのため、それを用いてズボンや袖口等に貼り付けて使用する。その際、検知用染料には発がん性物質が含まれているため、手袋を用い、皮膚で直接触れてはいけない。M8化学兵器検知紙より感度は高く、神経剤及びびらん剤の液体に反応（気体には反応しない）し、赤みを帯びた色に変色する。化学兵器を検知した場合は、直ちに防護措置ないし除染の実施が求められる。
検知した物質の特定はできないため、それにはM8化学兵器検知紙等を用いて調査を行う必要がある。また、不凍液や、その他の有機溶媒にも反応し、偽陽性を示す場合があるため、注意を要する。